# Velillos
Cet article possède un paronyme, voir Fraile.
Le Velillos, parfois appelé Frailes dans sa partie amont, est un cours d'eau espagnol dans le bassin du Guadalquivir. C'est un affluent du Cubillas, lui-même affluent du Genil. Il coule sur deux communes de la province de Grenade : Moclín et Pinos Puente.

## Hydronyme
Jusqu'à peu de distance en aval d'Olivares (es) (village sur Moclín), la carte de Google/maps hésite plusieurs fois entre les noms de Frailes et de Velillas (-as, féminin espagnol). Sur tout le reste de son parcours, la même carte le nomme Velillos.
Pour la carte d'openstreetmaps, pas d'ambigüité : il s'appelle Velillos tout du long.

## Son cours
Le Velillos prend source sur Moclín, comarque de Poniente Granadino (es), province de Grenade.
Il coule vers le sud, passe le village d'Olivares (es) (commune de Moclín), puis entre sur la commune de Pinos Puente. Il traverse cette commune vers le sud et rejoint le Cubillas sur cette commune.

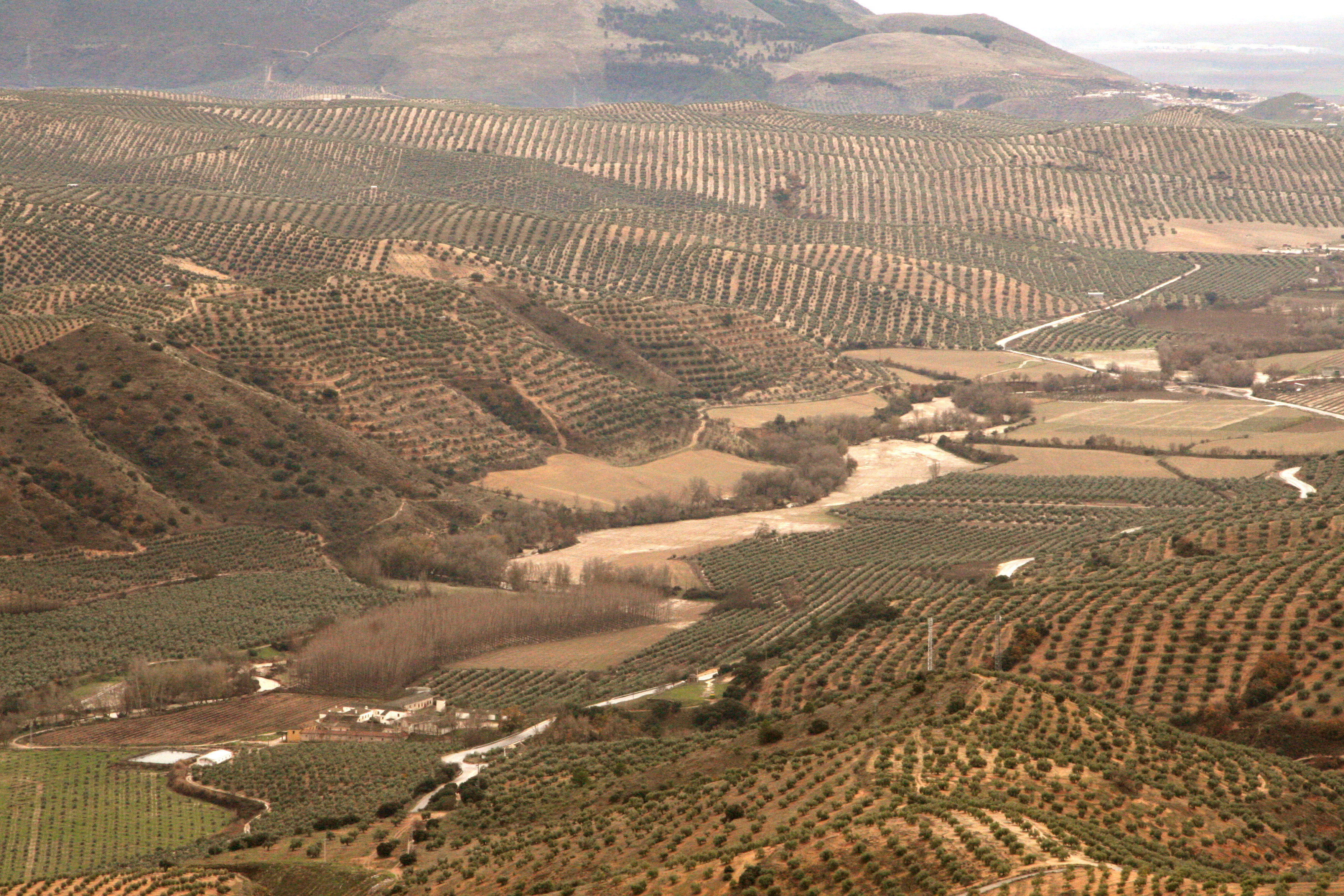
Le Velillos en crue (déc. 2009)